# Phyllophaga tecta
Phyllophaga tecta är en skalbaggsart som beskrevs av Cartwright 1944. Phyllophaga tecta ingår i släktet Phyllophaga och familjen Melolonthidae. Inga underarter finns listade i Catalogue of Life.